# 統計研究会
一般財団法人統計研究会（とうけいけんきゅうかい）とは、統計の改善発展を図ることを目的とした調査研究プロジェクトや公開シンポジウムを開催、統計書を中心とした専門図書館の運営事業などを実施していた法人。元総務省所管。

## 概要
第二次大戦後の日本の復興計画に統計の整備が急務であるとして、民間ベースでの協力・貢献を趣旨とし、「日本国における統計の改善発展を図るための各種の調査研究、その他の事業を行うこと」を目的に1947年（昭和22年）10月に設立された法人である。
主に以下の事業を行っていた。
2018年（平成30年）解散。

### 所在地
- 所在地：東京都港区新橋1丁目18番16号　日生新橋ビル

2019年01月08日清算の結了等による、閉鎖された。